# Instytut Pedagogiki i Psychologii Uniwersytetu Pomorskiego w Słupsku
Instytut Pedagogiki i Psychologii Uniwersytetu Pomorskiego w Słupsku (IPiP UP w Słupsku) – jedna z 11 jednostek dydaktycznych Uniwersytetu Pomorskiego w Słupsku. Pierwotnie należąca do struktur Wydziału Nauk Społecznych Akademii Pomorskiej w Słupsku. Dzieli się na 5 zakładów. Prowadzi działalność dydaktyczną i badawczą związaną z dydaktyką, resocjalizacją, psychologią społeczną, filozofią wychowania, technologią kształcenia, historią wychowania, rozwojem osobowości dziecka, badaniami w zakresie chorób społecznych, historią szkolnictwa polskiego, nowymi metodami nauczania, diagnozą poziomu rozwoju zdolności dzieci i młodzieży, diagnozą problemów społecznych, opracowywaniem struktury, algorytmów oraz metodyki działań korekcyjno-resocjalizacyjnych i pomocowych. Aktualnie na instytucie kształci się kilkuset studentów w trybie dziennym i zaocznym. Siedzibą instytutu jest gmach położony przy ul. Bohaterów Westerplatte 64 w Słupsku. 
Instytut powstał jako jedna z pierwszych jednostek Wyższej Szkoły Nauczycielskiej w 1969 roku. Jego twórcami byli w przeważającej części muzycy wywodzący się z Uniwersytetu im. Adama Mickiewicza w Poznaniu. Pracownicy naukowi instytutu zajmowali też często najważniejsze stanowiska w hierarchii akademickiej – rektorów: Zbigniew Antoni Żechowski (1971-1978), prorektorów, wielokrotnie obejmowali też funkcję dziekanów na swoich wydziałach. Instytut początkowo afiliowany był przy Wydziale Pedagogicznym, a po jego przemianowaniu w 2001 roku przy Wydziale Edukacyjno-Filozoficznym. Aktualnie zatrudnionych jest 83 pracowników naukowo-dydaktycznych, z czego na 4 na stanowisku profesora zwyczajnego z tytułem profesora, 7 profesorów nadzwyczajnych ze stopniem naukowym doktora habilitowanego, 43 adiunktów ze stopniem doktora, 29 asystentów z tytułem magistra.
Od 1 października 2019 roku, zarządzeniem Rektora AP, Instytut funkcjonuje jako Instytut Pedagogiki Akademii Pomorskiej w Słupsku.

## Historia
Instytut Pedagogiki Akademii Pomorskiej w Słupsku powstał w drodze ewolucji. Jego historia sięga powołania w ramach Wyższej Szkoły Nauczycielskiej w 1969 roku Zakładu Pedagogiki, który działał w ramach Wydziału Pedagogicznego. W 1990 roku zakład ten został przekształcony w Katedrę Pedagogiki, a w 1996 roku po znaczącym wzmocnieniu kadrowym przez pracowników mających stopień doktora habilitowanego stał się Instytutem Pedagogiki. W listopadzie 2013 roku jednostka ta została przekształcona w Instytut Pedagogiki i Pracy Socjalnej po włączeniu w jej struktury dotychczasowej Katedry Socjologii i Pracy Socjalnej.

## Kierunki kształcenia
Dostępne kierunki:
- Pedagogika (studia I i II stopnia)
- Pedagogika przedszkolna i wczesnoszkolna (studia jednolite magisterskie)
- Praca socjalna (studia I stopnia)

## Poczet kierowników i dyrektorów
Zakład Pedagogiki
1. dr Maria Jakowicka (1969–1972)
2. dr Józef Olczak (1972–1978)
3. dr Mieczysław Pietrusiewicz (1978–1984)
4. dr Gustawa Grabowska (1984–1990)

Katedra Pedagogiki
1. dr hab. Teresa Wróblewska (1990–1996)

Instytut Pedagogiki
1. dr hab. Zygmunt Markocki (1996–1999)
2. dr Henryk Porożyński (1999–2002)
3. dr hab. Ewa Bilińska-Suchanek (2002–2008)
4. p.o. dr Danuta Apanel (2008–2013)

Instytut Pedagogiki i Pracy Socjalnej
1. prof. dr hab. Mirosław Cezariusz Patalon (2013–2016)
2. dr Grzegorz Piekarski (2016–2019)

Instytut Pedagogiki
1. dr Grzegorz Piekarski (2019–2020)
2. dr hab. Anna Babicka-Wirkus (2020–2024)

Instytut Pedagogiki i Psychologii
1. dr Grzegorz Piekarski (od 2024)

## Władze Instytutu
W kadencji 2024–2028:
| Stanowisko                                     | Imię i nazwisko         |
| ---------------------------------------------- | ----------------------- |
| Dyrektor                                       | dr Grzegorz Piekarski   |
| Zastępca Dyrektora ds. Kształcenia i Studentów | dr Maria Aleksandrowicz |
| Zastępca Dyrektora ds. Nauki                   | dr Paweł Kozłowski      |

## Struktura organizacyjna

### Zakład Pedagogiki Ogólnej i Metodologii Nauk
Samodzielni pracownicy naukowi:
- dr hab. Anna Babicka-Wirkus – kierownik Zakładu
- prof. dr hab. Lech Witkowski
- dr hab. Roman Tomaszewski
- dr hab. Oskar Szwabowski

### Zakład Edukacji i Studiów nad Dzieciństwem
Samodzielni pracownicy naukowi:
- dr Dominika Gruntkowska – kierownik Zakładu
- dr hab. Agnieszka Zalewska-Meler

### Zakład Pedagogiki Społecznej i Pracy Socjalnej
Samodzielni pracownicy naukowi:
- dr Paweł Kozłowski – kierownik Zakładu
- prof. dr hab. Mirosław Cezariusz Patalon

### Zakład Psychologii
Samodzielni pracownicy naukowi:
- dr Maria Aleksandrowicz – kierownik Zakładu
- dr hab. Andrzej Piotrowski

## Kierunki działalności naukowej
Instytut Pedagogiki i Psychologii prowadzi działalność dydaktyczną i badawczą związaną z: 
- dydaktyką, resocjalizacją, psychologią społeczną, filozofią wychowania, technologią kształcenia, historią wychowania, rozwojem osobowości dziecka, badaniami w zakresie chorób społecznych, historią szkolnictwa polskiego, nowymi metodami nauczania
- diagnozą poziomu rozwoju zdolności dzieci i młodzieży, diagnozą problemów społecznych, opracowywaniem struktury, algorytmów oraz metodyki działań korekcyjno-resocjalizacyjnych i pomocowych